# Mišo Brečko
Mišo Brečko [ˈmíːʃɔ ˈbréːt͡ʃkɔ] (* 1. Mai 1984 in Trbovlje, SFR Jugoslawien) ist ein ehemaliger slowenischer Fußballspieler.

## Karriere

### Jugend
Brečko begann das Fußballspielen in seiner Heimatstadt bei Rudar Trbovlje. Mit 19 ging er über NK Factor Ježica zum NK Šmartno in die 1. Slowenische Liga. Am Ende der Saison 2003/04 folgte der Zwangsabstieg.

### Im Verein
Der Mittelfeldspieler, der häufig als rechter Außenverteidiger zum Einsatz kam, wechselte zur Saison 2004/05 von NK Šmartno zum Hamburger SV. Dort absolvierte er sieben Bundesligaspiele. Kurz nach Saisonstart 2005/06 wechselte er auf Leihbasis bis zum 31. Juli 2006 zu Hansa Rostock in die 2. Bundesliga. In Hamburg hatte er aufgrund der starken Konkurrenz im Mittelfeld keine Spielpraxis bekommen. Im Sommer 2006 kehrte er nach einem Jahr in Rostock, wo er in 24 Zweitligaspielen ein Tor erzielen konnte, wieder nach Hamburg zurück. Die Verantwortlichen vom HSV und Hansa konnten sich nicht auf eine weitere Leihe des damals 22-jährigen Defensivmanns einigen.
Zur folgenden Saison 2006/07 wurde Brečko erneut in die zweite Liga ausgeliehen, diesmal an den FC Erzgebirge Aue. Zur Saison 2007/08 ging der Slowene wieder zurück zum Hamburger SV. Ab der Saison 2008/09 spielte Brečko für den 1. FC Köln. Nach dem Abstieg der Kölner aus der Bundesliga 2012 und dem Abgang vieler erfahrener Spieler wurde er von Holger Stanislawski zum Kapitän der neu formierten Mannschaft ernannt. Brečko geriet im Februar 2012 in die Schlagzeilen, da er mit 1,7 Promille Alkohol im Blut mit seinem SUV die Gleise der Kölner Stadtbahn befuhr. Brečko blieb auch nach dem Aufstieg der Kölner 2014 in die Bundesliga unter Trainer Peter Stöger Mannschaftskapitän. In der Saison 2014/15 kam er allerdings nur zu 17 Einsätzen von Beginn an und verlor seinen Stammplatz als rechter Außenverteidiger zeitweise an Paweł Olkowski.
Am 30. Juli 2015 wurde der Wechsel Brečkos zum Zweitligisten 1. FC Nürnberg bekannt gegeben. Er unterschrieb einen Vertrag bis zum 30. Juni 2018. Mit dem 1. FC Nürnberg wurde er Vizemeister der 2. Bundesliga 2018 und erreichte somit den Aufstieg in die Bundesliga. Sein auslaufender Vertrag wurde jedoch nicht verlängert, so dass er den Verein verließ. Er beendete danach seine aktive Karriere und ist seitdem als Co-Trainer bei ASK Bravo Ljubljana tätig.

### Nationalmannschaft
Mišo Brečko debütierte am 17. November 2004 für die Nationalmannschaft Sloweniens, als er beim 0:0-Unentschieden in Trnava gegen die Slowakei zwölf Minuten vor Schluss eingewechselt wurde. Zwischen dem 9. Februar 2005 und dem 22. August 2007 absolvierte er lediglich fünf Spiele. Seitdem konnte sich Mišo Brečko einen Stammplatz in der Nationalelf sichern. In den restlichen Spielen der Qualifikation zur EM 2008 wurde Brečko eingesetzt. Auch in der Qualifikation zur WM-Endrunde 2010 wurde Brečko in insgesamt neun Partien eingesetzt, ebenso in den beiden Relegationspartien gegen Russland. Bei der Fußball-Weltmeisterschaft gehörte Brečko zum slowenischen Kader und spielte in allen drei Vorrundenspielen.

## Titel und Erfolge

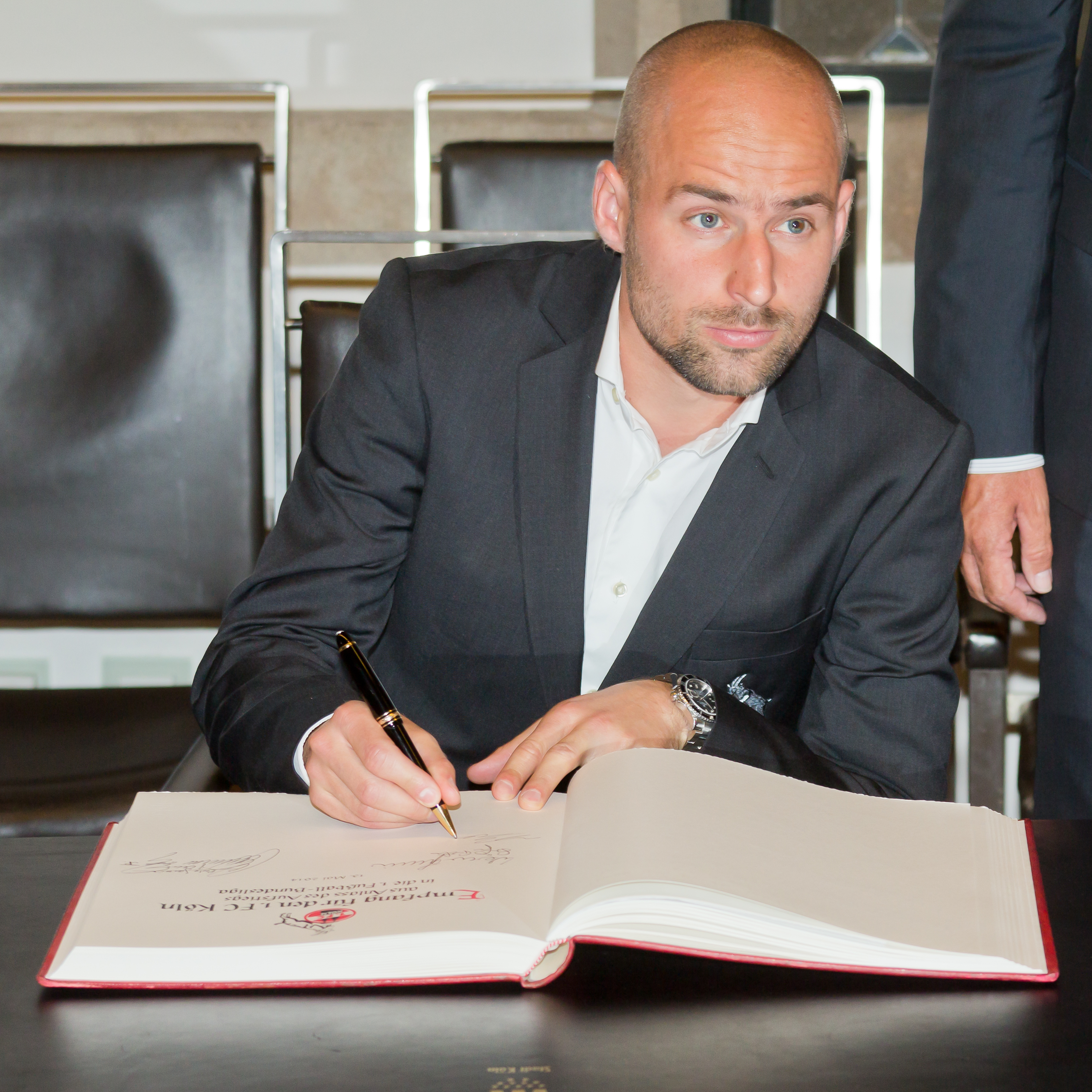
Mišo Brečko beim Empfang des 1. FC Köln im Rathaus nach dem Aufstieg in die 1. Bundesliga 2014

- Teilnahme an der Weltmeisterschaft 2010 mit Slowenien
- Zweitliga-Meister und Aufstieg in die Bundesliga: 2014 (mit dem 1. FC Köln)
- Vizemeister der 2. Bundesliga 2018 und Aufstieg in die Bundesliga (mit dem 1. FC Nürnberg)